# I Want to Tell You
"I Want to Tell You" er en sang med The Beatles på albummet Revolver (1966). Den blev skrevet af guitaristen George Harrison og indspillet den 2. juni 1966 (med bassen overdubbet 3. juni). Arbejdstitlen var "Laxton's Superb" og "I Don't Know". Sangen er bl.a. med til at markere, at det var første gang, bandet inkluderede 3 Harrison-sange på et Beatles-album, hvilket genspejlede hans voksende anseelse som sangskriver. 

## Musikere
- John Lennon — tamburin, kor, håndklap
- Paul McCartney — bas, klaver, kor, håndklap
- George Harrison — 2. spors førstevokal, lead guitar, håndklap
- Ringo Starr — tromme, maracas